# Nicolas Moinet
 (janvier 2022).
 (janvier 2022).
 (janvier 2022).
Pour les articles homonymes, voir Moinet.
Nicolas Moinet, né le 1er juin 1970 à Paris, est un universitaire français pionnier de l'intelligence économique et cofondateur de l’École de Pensée sur la Guerre Économique.
Professeur des universités en sciences de l'information et de la communication à l'IAE de Poitiers, il enseigne également à l'École de guerre économique, à l'ILERI Paris et intervient régulièrement à l'IHEDN.

## Parcours professionnel

### Jeunesses et études
Nicolas Moinet est né le 1er juin 1970 à Paris d'un père Orthopédiste, membre de l'Académie Nationale de Chirurgie, et d'une mère neuropsychiatre à l'hôpital public. Il est le neveu du publicitaire et ancien Président du PSG Alain Cayzac. Après un Baccalauréat scientifique, il effectue ses études à l'Université Paris IV-Sorbonne en philosophie puis à l'École des hautes études politiques et sociales de Paris dirigée alors par le Professeur Pascal Chaigneau. Au début des années 90, après un bref passage au RPR, ce "gaulliste de gauche apatride" milite au Centre des Démocrates Sociaux et milite pour une intégration européenne qui soit en mesure de faire contrepoids à l'hyperpuissance américaine et diffuser une vision humaniste.

### Carrière professionnelle
Nicolas Moinet arrive dans l'intelligence économique par la recherche-action. En 1993, il rejoint comme chargé de mission le cabinet Intelco dirigé par le Général Jean Pichot-Duclos et Christian Harbulot. Il vient de réaliser un mémoire de fin d'études sur la guerre économique dans le secteur des semi-conducteurs. Il participe alors à la rédaction finale du rapport "Intelligence économique et stratégie des entreprises" du Commissariat Général du Plan (Premier Ministre) dit Rapport Martre et rédige notamment l'annexe sur l'Intelligence économique en Chine. Mais c'est plutôt le Japon qu'il va étudier à travers le "technoglobalisme", une stratégie d'influence et de renseignement scientifique qui démontre toute la puissance du dispositif japonais d'intelligence économique.
En 1998, l'équipe Intelco est dispersée et Nicolas Moinet devient consultant pour le groupe Total, travaillant alors pour la société de conseil Atlantic Intelligence dirigée par Philippe Legorjus, l'ancien commandant du GIGN.

### Carrière universitaire
Nicolas Moinet soutient sa thèse en sciences de l'information et de la communication en janvier 1999 sous la direction du Professeur Pierre Fayard. Financée par le SGDSN, celle-ci analyse notamment le conflit qui opposa l'équipe française du Professeur Luc Montagnier à celle de l'américain Robert Gallo sur la paternité de la découverte du virus du SIDA ainsi que l'influence des fondations Soros dans les pays de l'est.
La même année, il rejoint l'Université de Poitiers. Ses premières années académiques vont être marquées par l'affaire Gemplus. Il décrypte la bataille secrète menée par les États-Unis pour s'accaparer une technologie française. Participant activement au battage médiatique français pour sauver le champion national, il est repéré par le député Bernard Carayon, auteur d'un rapport au Premier Ministre sur l'intelligence économique, puis par Alain Juillet qui vient d'être nommé Haut Responsable à l'Intelligence Économique.
En 2010, Nicolas Moinet est nommé Professeur des Universités à l'IAE de Poitiers. Il y dirige le Master Intelligence économique et mène des recherches au sein du CEntre de Recherche en GEstion (CEREGE). Depuis septembre 2020, il est chercheur associé à l'IRSEM, l'Institut de Recherche Stratégique de l’École Militaire au sein du domaine Renseignement, anticipation et menaces hybrides. En 2022, il participe avec Christian Harbulot à la création du CR451, un Think Tank dédié à la guerre économique et à la guerre de l'information.

#### Engagements
La France ayant décidé de mettre en œuvre une politique publique d'intelligence économique à partir de 2005 (circulaire du Ministre de l'Intérieur Nicolas Sarkozy), Nicolas Moinet s’investit dans le Comité Régional d'Intelligence Économique de la Préfecture de la région Poitou-Charentes (aujourd'hui Nouvelle-Aquitaine). Il rejoint également la Réserve citoyenne de la Gendarmerie Nationale puis la réserve opérationnelle sur les questions de sécurité économique.
Nicolas Moinet est, par ailleurs, auditeur de la 27e session nationale « sécurité-justice » (2015-2016) de l'Institut national des hautes études de la Sécurité et de la Justice (INHESJ) et auditeur de la 225e session en région Nouvelle-Aquitaine (2022) de l'Institut des Hautes Études de la Défense Nationale (IHEDN).

## Idées
Pour Nicolas Moinet, l'intelligence économique est une dynamique collective visant l'agilité par un usage stratégique de l'information (renseignement, sécurité et influence). Plus qu'un outil ou une mode, elle est une Praxis qui correspond à un changement de paradigme : à partir des années 90, le pouvoir s'appuie essentiellement sur les notions de transparence et de société ouverte et plus simplement sur le secret et la coercition. Dans le sillage de la philosophe Jacqueline Russ, il pense que le pouvoir contemporain se construit avec des systèmes de communication, des normes, des stratégies ouvertes et des dominations masquées et déguisées. Il défend donc un élargissement de la conception du renseignement qu'il convient de ne pas limiter à l'espionnage et appelle à une meilleure compréhension de la notion d'influence et des "Soft Powers". Pour lui, la question n'est pas tant d'avoir la bonne information au bon moment pour prendre la bonne décision mais bien plutôt de transformer l'information (qui n'est jamais stratégique) en connaissance actionnable. Il dénonce également des concepts non opératoires comme les signaux faibles qu'il estime dangereux en orientant l'attention vers l'objet et non le sujet. Seule l'intelligence est faible et toute la question est plutôt de donner du sens à des signes et non de repérer des signaux faibles qui n'existent pas en tant que tel. Le constructivisme est donc au cœur de ses travaux.  

## Distinctions
Chevalier de l'ordre des Palmes académiques
 Médaille de la Défense nationale, échelon bronze
Médaille des réservistes volontaires de la défense et de la sécurité intérieure, échelon bronze, agrafe Garde Nationale

## Ouvrages
- De la compétition à l'affrontement (Les sentiers de la guerre économique), VA Éditions, 2024.
- Guerre économique. Comment gagner ? Ouvrage collectif codirigé avec Christian Harbulot et Arnaud de Morgny, Nouveau Monde Éditions, 2023.
- Guerre économique. Qui est l'ennemi ? Ouvrage collectif codirigé avec Christian Harbulot et Lucie Laurent, Nouveau Monde Éditions, 2022.
- Agir ou subir ? L'esprit commando pour muscler votre projet professionnel ou personnel, coécrit avec Raphaël Chauvancy, Éditions Dunod, 2022.
- Petit Bréviaire contre l'intelligence superficielle, coécrit avec Guy Massé, Éditions VA, 2021.
- Stratégie Réseaux, coécrit avec Christian Marcon, Éditions VA, 2021.
- Les sentiers de la guerre économique 2. "Soft Powers", Éditions VA, 2020.
- 100 cas d'intelligence économique, ouvrage collectif coécrit avec Inès Elhias, Éditions VA, 2019.
- Les sentiers de la guerre économique 1. L'école des nouveaux espions, Éditions VA, 2018.
- Intelligence économique. S'informer, se protéger, influencer, manuel collectif codirigé avec Alice Guilhon, Pearson, décembre 2016.
- Le renseignement : un monde fermé dans une société ouverte, coordination avec Franck Bulinge du n°76 de la revue Hermès du CNRS, novembre 2016.
- La Boîte à Outils de la sécurité économique, ouvrage collectif,  Éditions Dunod, coll. Boîte a Outils, août 2015.
- 100 missions d'intelligence économique, codirigé avec Inès Elhias, Éditions L'Harmattan, coll. Intelligence économique, mars 2015.
- Piccola storia dell'intelligence economica : Saggio di strategia economico-militare, CESTUDEC, 2013.
- La Boîte a Outils de l'intelligence économique, coécrit avec Christophe Deschamps, Éditions Dunod, coll. Boîte a Outils, octobre 2011.Avec une vingtaine de contributeurs.
- Intelligence économique. Mythes et réalités, CNRS Éditions, coll. Communication, septembre 2011. Ouvrage préfacé par Christian Harbulot. Postface de Dominique Wolton.
- Petite histoire de l'intelligence économique : une innovation "à la française", Éditions L'Harmattan, coll. Intelligence économique, mars 2010. Ouvrage parrainé par l'Institut National des Hautes Études de Sécurité et de Justice (INHESJ).Mention spéciale du jury IEC 2010.
- L'intelligence économique, coécrit avec Christian Marcon, Éditions Dunod, coll. Topos, septembre 2006. 2e édition septembre 2011.
- Développez et activez vos réseaux relationnels, coécrit avec Christian Marcon, Éditions Dunod, coll. Efficacité professionnelle, septembre 2004. Nouvelle édition avril 2007.
- Les batailles secrètes de la science et de la technologie (Gemplus et autres énigmes), Éditions Lavauzelle, Collection Renseignement & Guerre secrète, 2003.
- La stratégie-réseau (essai de stratégie), coécrit avec Christian Marcon, Éditions 00h00.com, coll. Stratégie, 2000. Ouvrage traduit en brésilien : Estratégie-rede, Educs, 2001.
- Les PME face au défi de l’Intelligence économique, coécrit avec Laurent Hassid et Pascal Jacques-Gustave, Éditions Dunod, coll. Management-Stratégie, novembre 1997. Mention spéciale du jury IEC 1998.